# کریس مورفی
کریس مورفی (به انگلیسی: Chris Murphy) (زادهٔ ۳ اوت ۱۹۷۳) سناتور ایالت کنتیکت در سنای ایالات متحده آمریکا است که برای نخستین‌بار در ۳ ژانویه ۲۰۱۳ به‌عضویت این مجلس درآمد. 
مورفی هم اکنون رییس سوکمیته خاور نزدیک، جنوب آسیا، آسیای مرکزی و ضد تروریسم کمیته روابط خارجی سنا است.